# Labotska dolina
Labotska dolina (nemško Lavanttal) se nahaja v Labotniških Alpah na jugu Avstrije oz. na vzhodu zvezne dežele Koroške. Meri približno 1.000 kvadratnih kilometrov in ima okoli 60.000 prebivalcev.

## Geografija
Skozi Labotsko dolino teče reka Labotnica v dolžini 64 km s severa proti jugu. Izvor reke se nahaja na mejnem območju med avstrijsko Koroško in avstrijsko zgornjo Štajersko na gori Zirbitzkogel ter se izliva pri Labotu v Dravo.
Dolina se deli na Zgornjo Labotsko dolino, ki leži severno od Tvimberškega grabna (Twimberger Graben), in  južno ležečo Spodnjo Labotsko dolino. V svojem širšem južnem delu se dolina razrostira med Golico (Koralpe) in Svinško planino (Saualpe). Na severu leži dolina med Pako (Packalpe) in Jezerskimi Alpami (Seetaler Alpen).
Labotska dolina obsega večji del političnega okraja Volšperk (Wolfsberg), ki je s 25.000 prebivalci največje mesto v dolini in tretje na Koroškem, pomembna središča so tudi Šentandraž v Labotski dolini (Sankt Andrä im Lavanttal), kjer je bil včasih sedež Lavantinske škofije, na jugu pa Šentpavel v Labotski dolini (Sankt Paul im Lavanttal) in Labot (Lavamünd) ob izlivu Labotnice v Dravo blizu slovenske meje.

## Klima
Klima Labotske doline je dokaj suha, saj ima le okoli 800 mm letnih padavin. V zimskem delu leta je pogosta inverzija, ki povzroča meglo v nižinskih predelih ter večjo obremenjenost s škodljivimi snovmi. Srednji višinski predeli med 800 do 1000 m so klimatsko ugodnejši, saj imajo več sonca in so toplejši kot nižinski predeli.

## Kmetijstvo
V nižinskih predelih doline prevladujejo pridelovanje koruze, svinjereja  in reja kokoši. V Spodnji Labotski dolini ter v dolini Granici (Granitztal) pridelujejo sadje, zlasti jabolka za proizvodnjo mošta in žganja; tu je tudi še veliko sadovnjakov.  Posebnost je gojenje belušev. V labotski dolini se nahaja tudi dober del koroških vinogradov.
Na višinskih predelih v Zgornji Labotski dolini prevladujejo travišča. Dokaj pomembna je tudi pridelava lesa z velikimi površinami jelk na Golici in na Svinški planini.

## Umetnost in kultura
Med širši javnosti znanimi umetniki je zlasti treba omeniti pisateljico Christine Lavant. Osrednja zgodovinska kulturna ustanova doline je  Benediktinski samostan svetega Pavla, kjer je še danes bogata samostanska zbirka, gimnazija in kjer redno prirejajo razstave nadregionalnega pomena.
Južni predeli doline, kakor tudi obronki Svinške planine in Šentpavelskega gričevja, so dolgo, nekateri deli delno do danes, ohranili del slovenske identitete. Zgodovinsko pripadajo, kar se tiče slovenščine, podjunskemu narečju.